# Drepanis funerea
El mamo negro (Drepanis funerea) es una especie extinta de ave paseriforme de la familia Fringillidae, era endémica de la isla de Molokai, aunque hay evidencia fósil de que pudo haber vivido en Maui.
Habitaba principalmente en el sotobosque y se vio afectado por la introducción de ganado y ciervos que destruyeron gran parte de su hábitat, así como la depredación directa de sus huevos por ratas y mangostas introducidas. Fue descubierto en 1893 en el valle Pelekuna y nombrado Drepanis funerea por Robert  Perkins. El último ejemplar fue colectado en 1907 por William Alanson Bryan.